# جون كوبير
جون لاندروم كوبير (بالإنجليزية: John Landrum Cooper)‏، (ولد سنة 1975), ومعروف بشكل محترف باسم جون ال كوبير (بالإنجليزية: John L. Cooper)‏، وهو مغني أمريكي, وكان من المغنيين وعازفي القيثارة المرشخين لجائزة الغرامي, وهو يغني مع فرقة الكريستيان روك سكيلت منذ 1996.
وقد قام المغني جون كوبير بإنتاج 8 البومات مع فرقته وقد رشح البومين للفرقه لجائزة الجرامي: وهما comatose و collide وقد حازت أغنية comatose على أفضل أغنية روك للعام 2007

## روابط خارجية
- جون كوبير على موقع ميوزك برينز (الإنجليزية)
- جون كوبير على موقع ديسكوغز (الإنجليزية)